# Olho d'Água Grande
Olho d'Água Grande är en kommun i Brasilien.   Den ligger i delstaten Alagoas, i den östra delen av landet, 1 400 km nordost om huvudstaden Brasília. Antalet invånare är 4 957.
Omgivningarna runt Olho d'Água Grande är huvudsakligen savann. Runt Olho d'Água Grande är det ganska tätbefolkat, med 67 invånare per kvadratkilometer.